# 千鳥ヶ浜 (徳島県)
千鳥ヶ浜（ちどりがはま）は、徳島県鳴門市鳴門町土佐泊浦の大毛島にある瀬戸内海に面した海岸である。

## 地理
鳴門町土佐泊浦の東端にある網干島（標高24.0m）の小山と大毛島北端にある鳴門山の間に挟まれた海岸で、白砂の所々に岩礁が波に洗われる美しい海岸である。海岸の南側にはアオアヲナルトリゾートのプライベートビーチである大毛海岸がある。
鳴門公園の登り口を少し登ったところから眺めた景色が最も美しく、文豪・吉川英治の出世作で有名な小説「鳴門秘帖」には、この千鳥ヶ浜を舞台に法月弦之丞、見返りお綱らの活躍が記されている。

## 交通
- 神戸淡路鳴門自動車道「鳴門北インターチェンジ」より車で約3分。
- JR鳴門線鳴門駅下車、鳴門市営バスまたは徳島バス鳴門公園行き「千鳥ヶ浜」下車。